# Stones
«Stones» — сингл українського рок-гурту The Hardkiss, випущений у 2014 році. Пісня увійшла до дебютного альбому гурту Stones and Honey.

## Опис
Пісня Stones має філософську та рефлексивну тематику, яка розкриває концепцію мудрості та значення знань у розумінні світу та свого місця в ньому. Текст пісні розповідає про шлях мудреців, які досягли просвітлення і перетворилися на камені, ставши мовчазними спостерігачами за світом. Це перетворення служить метафорою відсторонення і мудрості, набутими з плином часу і глибокими роздумами.

## Музичне відео
Офіційне музичне відео на пісню було випущене на YouTube і отримало позитивні відгуки від фанатів і критиків за його символізм і глибокі сенси. Кліп став дуже популярним і станом на 2024 рік має 14 мільйонів переглялів

## Нагороди
У 2015 році пісня Stones отримала нагороду за «Найкращу пісню» на національній музичній премії YUNA.

## Автори
- Юлія Саніна — текст
- Валерій Бебко — музика, продюсування